# 中国地震局第一监测中心
中国地震局第一监测中心（英語：The First Monitoring and Application Center,  China Earthquake Administration），简称一测中心，是中国地震局直属事业单位。该中心历史可追溯至1968年11月。一测中心负责全国地震大地形变（水准、跨断层）测量技术研究、地震计量业务工作，亦同时承担全国地震计量技术委员会秘书处（国家地震计量站）职能。

## 历史
1966年邢台大地震后，国家测绘局开始组建以大地测量手段为主的“国家测绘局地震测量队”。1968年11月，根据有关部门决定，成立“国家测绘局地震测量队革命委员会”，韩荣昌任地震测量队革委会首任主任。1970年，依据津党字第084号文，调整组建“国家测绘总局地震测量队”，测绘总局地震测量队设立党支部。1971年，经津科党第3号文批准，该队不再由测绘总局直属，重组设立“地震测量队”。
1971年8月2日，中华人民共和国国务院决定调整原中国科学院下属的各个地震研究部门，调整组建“国家地震局”。国家地震局负责领导全国地震工作，开展地震观测预报和科学研究。该队继而调整为 “国家地震局地震测量队”。1978年，经中国地震局批准，更名为“国家地震局测量大队”。1989年，根据上级党委决定，大队成立纪律检查委员会，负责领导全队纪检监察工作。
1991年，国家地震局决定，组建“国家地震局第一地形变监测中心”，不再保留“国家地震局地震测量队”，作为国家地震局直属副局级事业单位。1993年，依照震发党[1993]042号及津党函[1994]1号文，一测中心升格为正局级事业单位。
1999年，国务院办公厅在其印发的《中国地震局职能配置内设机构和人员编制规定》中，决定将国家地震局改组为“中国地震局”，中国地震局设立“中国地震局第一地形变监测中心”。2002年9月18日，《关于中国地震局所属事业单位机构编制的批复》经中央机构编制委员会批准，“中国地震局第一地形变监测中心”更名为“中国地震局第一监测中心” 。
2017年7月，根据中国地震局的决定，将原属中国地震灾害防御中心管理的地震计量业务划归一测中心管理，同时决定成立“国家地震计量站”，由全国地震计量技术委员会秘书处加挂牌子。全国地震计量技术委员会秘书处（国家地震计量站）设在地震局一测中心。

## 机构
中国地震局第一监测中心下设16个工作部门，其中职能部门8个、业务部门7个、辅助部门1个。一测中心机构设置情况如下，

| 职能部门 - 办公室 - 人事教育处 - 党委办公室（工会） - 纪检监察审计室 - 发展与财务处 - 科技监测处 - 质量管理处 - 离退休干部工作办公室 | 业务部门 - 预测研究室 - 科技信息室 - 测量工程院 - 计量检定站 - 监测一队 - 监测二队 - 唐山地震台 辅助部门 - 监测应急保障部 |

## 业务
中国地震局第一监测中心作为中国地震大地形变（水准、跨断层）测量与地震计量的专门业务机构，以GNSS测量、区域精密水准测量、跨断层形变测量、流动重力测量、地磁观测、空间遥感技术、地球物理探测等技术手段，开展地震监测、预测、应急、防御及科研等领域的防震减灾工作。
一测中心拥有全国甲级测绘资质和地震安全性评价乙级资质，保有GPS接收机45台套，精密水准仪40余台，重力仪、地磁仪、地质雷达、桩基检测设备、SUN/JX4/MAPGIS工作站、数字化仪等一系列设备。一测中心先后承担了中国地壳运动网络工程、首都圈防震减灾示范工程、中国数字地震观测网络工程、中国大陆构造环境网络、三峡库区形变网监测和中国大陆地球物理背景场等多项国家级工程，参与了天津市电子经纬仪能力比对、大地形变测量规范（水准测量）编制项目、多种地球物理场动态图像与强震预测试验等科研项目，参加了1966年邢台地震区域水准复测、汶川8.0级地震科学考察一等水准测量项目。完成了地震行业科研专项等国家级、省部级科研项目及科学工程共计200余项。取得了全国科学大会奖、自然科学奖、国家和省部级科技进步奖、科学基金奖50余项。一测中心同时在华北地区建有一批跨断层水准观测场地和台站水准观测场地，用于华北地区地震前兆监测工作。